# Genova (provins)
Genova var en provins i den italienska regionen Ligurien. Huvudort för provinsen var Genua. Provinsen etablerades i Kungariket Sardinien 1859. Provinsen låg vid Medelhavet och gränsade i öster mot La Spezia och i väster mot Savona. Provinsen upphörde 2014 och alla kommunerna överfördes till storstadsregionen Genova.

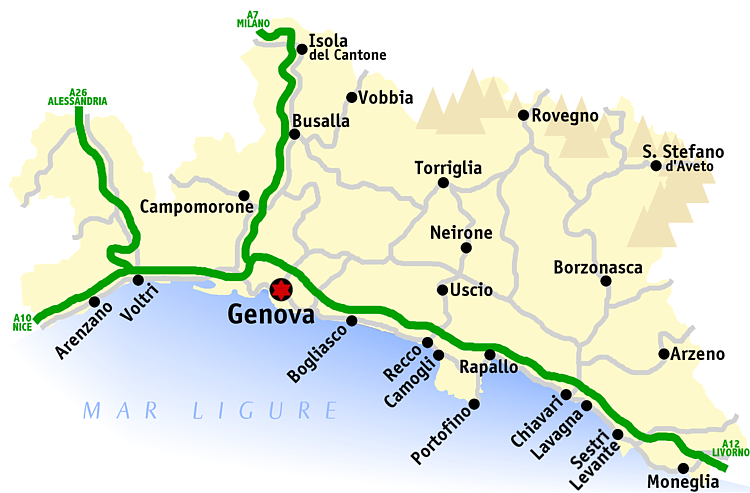
Karta över provinsen

## Världsarv i provinsen
- Le Strade Nuove och Palazzi dei Rollisystemet i Genua världsarv sedan 2006.

## Administration
Provinsen Genova var indelad i 67 comuni (kommuner) 2014.